# اچ‌ام‌اس سی۵
اچ‌ام‌اس سی۵ (به انگلیسی: HMS C5) یک زیردریایی بود که طول آن ۱۴۳ فوت ۲ اینچ (۴۳٫۶۴ متر) بود. این زیردریایی در سال ۱۹۰۶ ساخته شد.